# Guatteria guentheri
Guatteria guentheri là một loài thực vật thuộc họ Annonaceae. Đây là loài đặc hữu của Peru.